# シガージョン・サイヴァッツォン
シーグルヨン・サイヴァッツォン（Sigurjón Sighvatsson、1952年6月15日 - ）は、アイスランドの映画プロデューサー。

## 作品
- 死の谷間
- キラー・エリート
- マイ・ブラザー
- 地球が凍りつく日
- ジダン 神が愛した男
- スクリーミング・マスターピース
- K-19
- 悪魔の呼ぶ海へ
- 隣人は静かに笑う
- あなたに逢えるその日まで…
- リアル・ブロンド
- インディアナポリスの夏/青春の傷痕
- シークレット/嵐の夜に
- バスキア
- ロード・オブ・イリュージョン
- キャンディマン2
- ジョン・キャンディの大進撃
- カリフォルニア
- レッドロック/裏切りの銃弾
- キャンディマン
- 刑事エデン/追跡者
- ジャック・ルビー
- 15年目の殺意
- ワイルド・アット・ハート
- 家族狂想曲
- もういちど殺して